# Hubert Sattler (Maler)

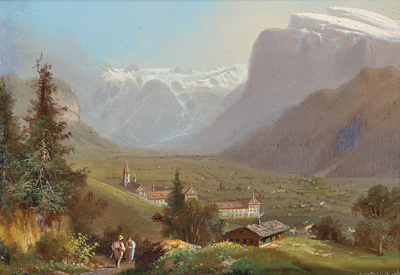
Blick auf Engelberg

Hubert Sattler (* 27. Jänner 1817 in Wien; † 3. April 1904 ebenda) war ein österreichischer Landschaftsmaler des 19. Jahrhunderts. 

## Leben
Hubert Sattler arbeitete nicht vorwiegend für den regulären Kunstmarkt, sondern zeigte seine detailgenauen Ansichten exotischer Orte als Schausteller in einer illusionistischen, ans Panorama angelehnten Darstellungsform, die man damals Kosmorama nannte. Dabei wurden die großformatigen Bilder guckkastenartig beleuchtet und in abgedunkelten Räumen den Betrachtern mittels Augenschlitz präsentiert. 
Sattler stellte seine Gemälde in vielen Staaten Europas und auch in Übersee aus. Viele Bilder, die er auf seinen weiten Reisen vom Vorderen Orient bis Lateinamerika malte, vermachte er der Stadt Salzburg. Sie sind in wechselnder Folge im Salzburger Panorama Museum, einem eigenen Museum innerhalb des Salzburg Museums, ausgestellt, sofern keine Sonderausstellung ihren Platz beansprucht. 
Hubert Sattlers Vater Johann Michael Sattler (1786–1847) ist der Schöpfer des „Sattler-Panoramas“, eines topographisch wertvollen Rundgemäldes der Stadt Salzburg. Hubert Sattler schenkte das 26 m lange und 5 m hohe äußerst detailreiche Rundgemälde der Stadt Salzburg. Hubert Sattlers Sohn Hubert S. der Jüngere wurde Augenarzt und Professor an verschiedenen Universitäten.  
Die Stadt Salzburg ehrte Hubert Sattler mit der Benennung einer Straße in der Neustadt. Die Hubert-Sattler-Gasse führt vom Mirabellplatz bzw. der Rainerstraße zur Franz-Josef-Straße.